# Пиде
Пиде (тур. Pide) — турецкое и крымскотатарское блюдо, напоминающее пиццу. Состоит из хлебной лепёшки в форме лодочки, на которую укладываются: мясной фарш (обычно баранина), помидор и/или томатный соус, перец болгарский, лук, чеснок, зелень, перец чёрный. Другим распространённым вариантом является пиде с сыром и яйцом.